# Species (Film)
Species ist ein US-amerikanischer Science-Fiction-Film des Regisseurs Roger Donaldson aus dem Jahr 1995. Das Drehbuch schrieb Dennis Feldman. Die Hauptrollen spielen Ben Kingsley, Michael Madsen und Natasha Henstridge. Der Film startete am 9. November 1995 in den deutschen Kinos.

## Handlung
Auf der Suche nach außerirdischen Intelligenzen sendet eine Abteilung von SETI die Arecibo-Botschaft. Einige Jahre darauf empfängt man eine Antwort. Zum einen erhalten die Wissenschaftler einen Bauplan für eine Maschine, die eine unbegrenzte Synthese von Methan erlaubt. Daraus schließt man, dass diese Intelligenz der Menschheit freundlich gesinnt ist. Eine weitere Nachricht enthält einen DNS-Code und die Aufforderung, diesen mit der menschlichen DNS zu kombinieren. Man befruchtet 100 Eizellen, von denen drei überleben. Zwei davon friert man ein, der dritten gestattet man, sich zu entwickeln. So entsteht das Mädchen Sil (verwaltungsinterner Name: S1L), das über übernatürliche Körper- und Geisteskräfte verfügt.
Sil soll nun aus Sicherheitsgründen getötet werden, doch sie kann aus dem Labor entkommen. Sils Schöpfer Dr. Xavier Fitch heuert ein Expertenteam an, welches Sil aufspüren und töten soll, bevor sie sich vermehren kann: Den medial veranlagten Empathen Dan Smithson, den Anthropologen und Experten für interkulturelle Verständigung Dr. Stephen Arden, die Molekularbiologin Dr. Laura Baker sowie den Kopfgeldjäger Preston Lennox.
Sil flüchtet in einem Zug nach Los Angeles. Während der Fahrt verpuppt sie sich in einem Kokon und schlüpft kurz darauf als erwachsene Frau. Sie sucht einen Sexualpartner, um sich fortpflanzen zu können. Einen möglichen Partner findet sie in einem Nachtlokal. Er ist aber nicht alleine, und so tötet Sil seine Begleiterin auf der Toilette. Daraufhin kommt sie mit einem anderen Mann in dessen Haus, tötet ihn aber beim Küssen, weil sie seine Zuckerkrankheit entdeckt. Das Team um Fitch erreicht kurz darauf das Haus. Sil beobachtet aus einem Versteck heraus die Teammitglieder.
Etwas später wird Sil von einem Auto überfahren und ins Krankenhaus gebracht. Sie kommt schnell zu sich und auch ihre gebrochene Schulter verheilt unglaublich schnell, was die Ärzte in Staunen versetzt. Gemeinsam mit einem hilfsbereiten Augenzeugen des Unfalls verlässt sie das Krankenhaus. Er nimmt sie mit zu sich nach Hause. Als sie sich mit ihm paaren will, wird sie von dem Suchteam gestört. Daraufhin tötet sie auch diesen Partner.
Um ihren Tod vorzutäuschen, entführt Sil eine Frau und verbrennt diese während eines Autounfalls. Am Unfallort hinterlässt sie ihren zuvor mit einer Schere abgeschnittenen Daumen, der sofort nachwuchs. Mit der Vermutung, das außerirdische Wesen in weiblicher Menschengestalt sei im flammenden Inferno des einen steilen Abhang hinabgestürzten Autos vernichtet worden, stellt das Ermittlerteam die Suche ein, obwohl Lennox daran zweifelt, dass Sil wirklich tot ist. Am selben Abend verführt Sil in einem Hotelzimmer eines der Teammitglieder, Stephen Arden. Nach dem einvernehmlichen Geschlechtsverkehr tötet sie den nichtsahnenden Wissenschaftler, als sie feststellt, von ihm erfolgreich geschwängert worden zu sein.
Sil wird in der Kanalisation der Stadt verfolgt, dort tötet sie den Projektleiter Fitch. Später wird sie gestellt und getötet, genauso wie ihr nach nur sehr kurzer Schwangerschaft geborener Sohn. In der letzten Szene sieht man, dass eine Ratte einen Körperteil der getöteten Sil frisst und sich daraufhin genetisch verwandelt.

## Hintergrund
- Die Produktionskosten wurden auf rund 35 Millionen US-Dollar geschätzt.[1]
- Die außerirdische Erscheinungsform von Sil sowie der Zug aus der Traumsequenz wurden von Hansruedi Giger entworfen. Giger war bereits für das Design des außerirdischen Wesens im Film Alien aus dem Jahr 1979 verantwortlich. Der Zug wurde von Giger ursprünglich für den an Drehbuchproblemen gescheiterten Film The Train (später Projekttitel: Isobar) entworfen. Als Regisseur waren Ridley Scott und später Roland Emmerich vorgesehen. Für die Hauptrollen wurden Sylvester Stallone und Kim Basinger gehandelt.

## Auszeichnungen
- Natasha Henstridge und Anthony Guidera gewannen bei den MTV Movie Awards 1996 einen Preis in der Kategorie „Bester Filmkuss“. Dies spielte auf die Szene an, in der Sil den Mann küsst und mit ihrer verlängerten Zunge (ähnlich dem inneren Gebiss der Aliens aus dem gleichnamigen Film) diesem den Hinterkopf durch das Gaumendach durchbohrt. Natasha Henstridge war darüber hinaus auch für die Kategorie Best Breakthrough Performance nominiert.
- Der Film war für einen Saturn Award 1996 in drei Kategorien nominiert, darunter als Bester Science-Fiction-Film.
- Die Deutsche Film- und Medienbewertung (FBW) in Wiesbaden verlieh dem Film das Prädikat wertvoll.[2]

## Kritiken
James Berardinelli lobte auf ReelViews die Spezialeffekte des Films. Er verglich ihn mit dem SF-Thriller Aliens – Die Rückkehr, den er für gelungener hielt, und mit dem seiner Meinung nach schlechteren Judge Dredd. Berardinelli schrieb, es sei beabsichtigt, dass die Figuren klischeehaft seien.

„Eine anfangs spannende, dann jedoch immer kalkulierbarer werdende und im Finale mißratene Kreuzung aus bekannten Horror-, Science-Fiction- und Kriegsfilmmotiven. Die mit guten Darstellern und sparsamen Effekten zunächst aufgebaute Atmosphäre einer universalen Bedrohung verliert im Finale durch technischen Firlefanz und aufgesetzte Moral erheblich an Wirkung.“

## Fortsetzungen
- 1998: Species II
- 2004: Species III
- 2007: Species IV – Das Erwachen